# アドバネクスモーションデザイン
株式会社アドバネクスモーションデザイン（英: Advanex Motion Design Inc.）は、住宅等の金属ヒンジの開発などを行っていた日本の金属製品メーカーである。旧社名は株式会社ストロベリーコーポレーション。

## 概要
1996年に精密バネのメーカーであった加藤スプリング製作所（現アドバネクス）の子会社として株式会社ストロベリーコーポレーションを設立。住宅用金属ヒンジなどの開発を行っていたが、当時困難であった三菱電機製のフリップ型携帯電話用の金属ヒンジ開発に成功し携帯電話用金属ヒンジのシェアを築いた。
その後折り畳み型、スライド型と技術を進歩させ、カメラ付き携帯電話が登場したことを契機に回転2軸ヒンジ型にも対応。平行2軸ヒンジの開発によって携帯電話の端末形状をよりスマートに薄くすることにも成功した。
2008年現在ではスライド型携帯電話やノートパソコンの金属ヒンジ等も製造しており、世界的な携帯電話端末用ヒンジのシェアは50 %に及んでいた。
スマートフォンの台頭に伴い、主力の携帯電話用ヒンジは不採算品へ転落、会社も債務超過に陥る。親会社アドバネクスが支援に動き、完全子会社へ。2011年10月27日に上場廃止。2011年11月、新潟県長岡市へ本店移転。
2012年2月1日付で、社名を｢株式会社アドバネクスモーションデザイン｣へと変更し、本社を東京都北区田端に移転。併せて四方工業株式会社系列の会社にノートパソコン向けヒンジユニット事業を分割承継した。
2014年10月1日には事業を停止し、2015年9月18日に親会社のアドバネクスが当社の解散と特別清算申立てを決議。そして2016年3月25日に法人格が消滅した。